# Hank Hans
Johanna Hendrika (Hank of Anke) Hans (Den Haag, 9 maart 1919 – Rotterdam, 30 november 2015) was een Nederlandse beeldhouwer en medailleur.
Hans werd op geleid aan de Academie voor Beeldende Kunsten te Rotterdam en aan de Rijksakademie van beeldende kunsten te Amsterdam. Zij was een leerlinge van de hoogleraar Jan Bronner. Als beeldhouwer werkte zij regelmatig samen met de architect Kees Elffers. Zo ontwierp zij in zijn opdracht, samen met haar collega Hans Petri, de beelden de Sleutelbewaarder en de Gelddrager voor het thans monumentale gebouw van de voormalige Nederlandse Handelsmaatschappij aan de Blaak te Rotterdam. Eveneens in opdracht van Elffers maakte zij twee kunstwerken voor het Groen van Prinsterer Lyceum te Vlaardingen.
Als medailleur ontwierp zij onder meer in 1950 de Penning van de Leuve, een van de penningen van de Rotterdamse Kunststichting, die geslagen werden bij Koninklijke Van Kempen & Begeer te Voorschoten.

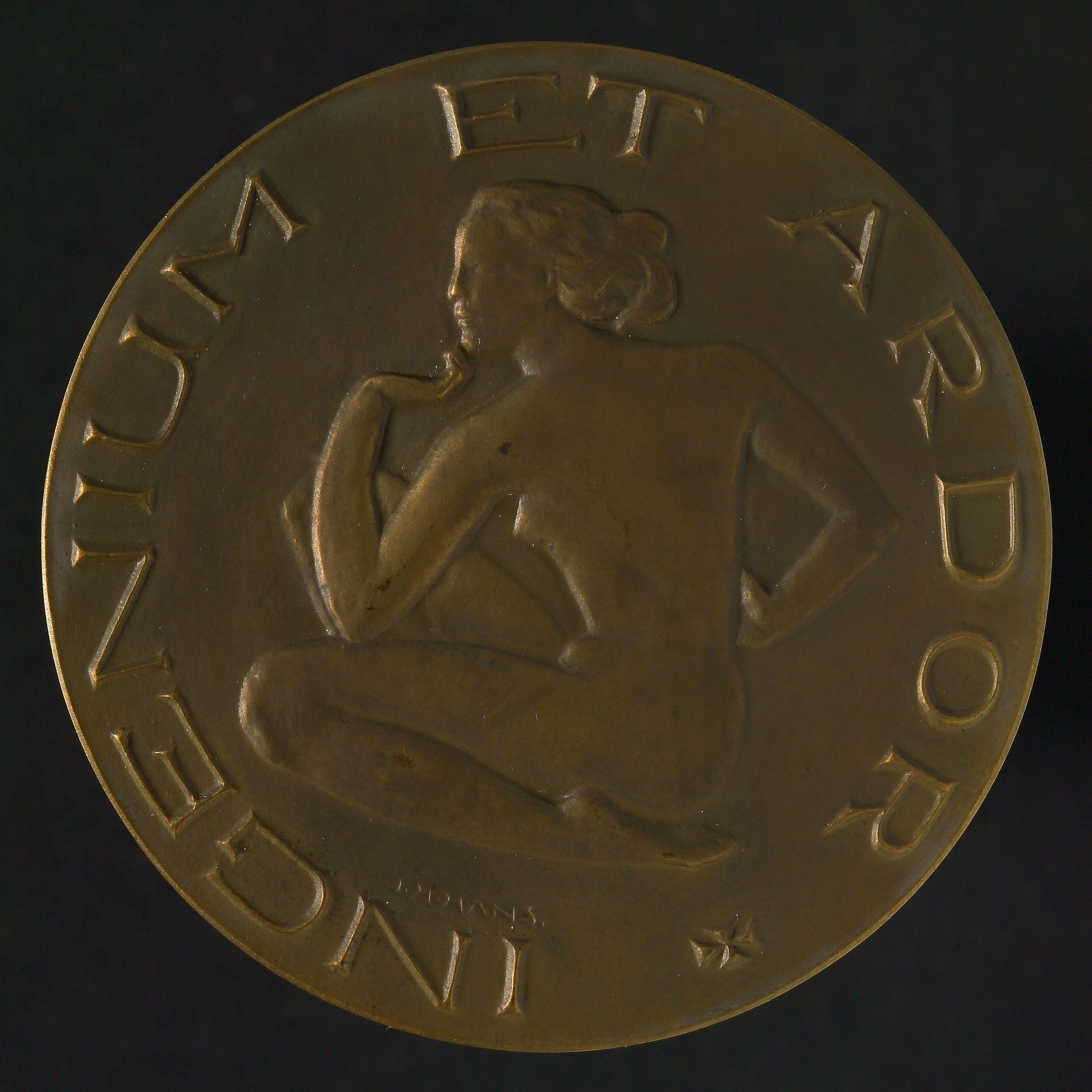
Penning van de Leuve
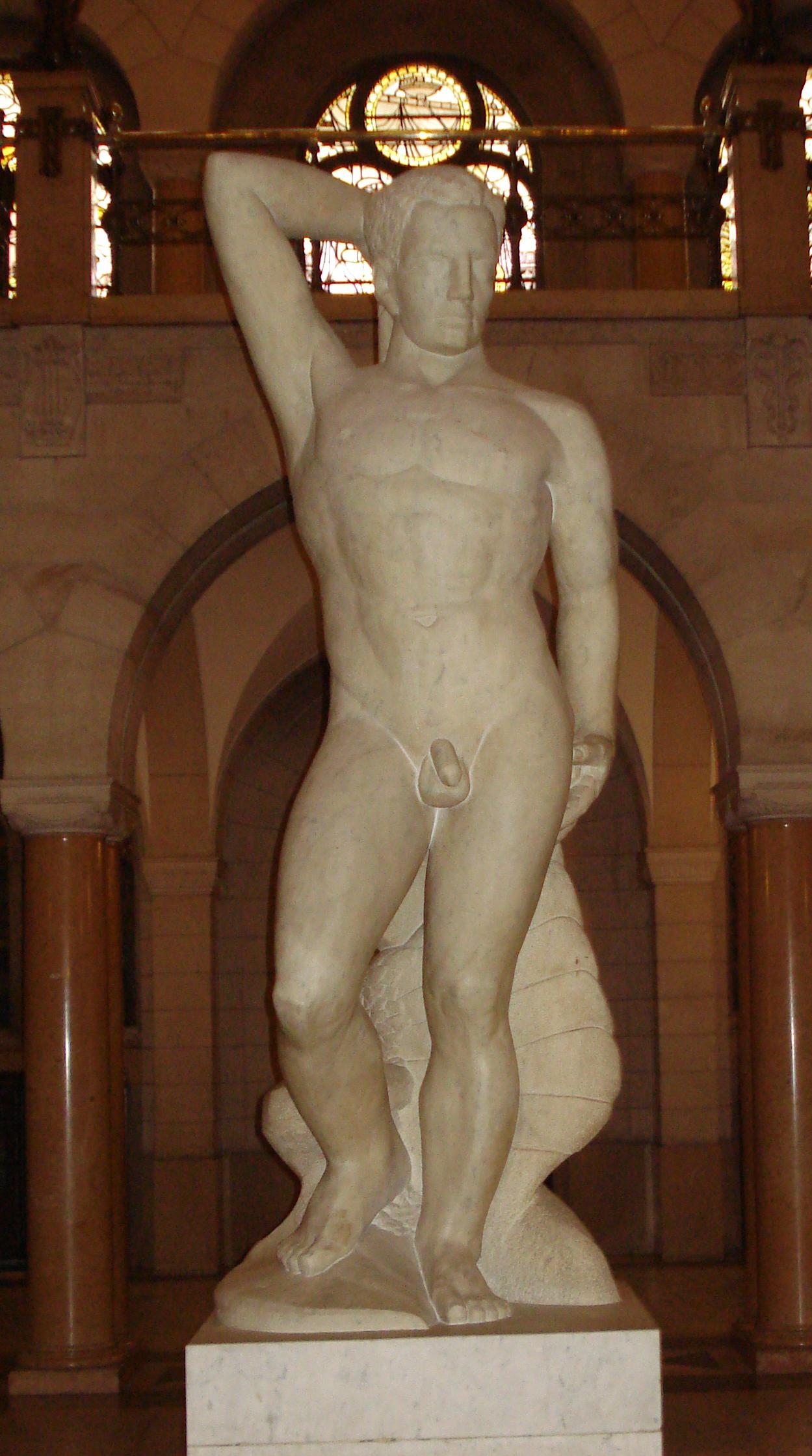
Sterker door strijd in Stadhuis Rotterdam
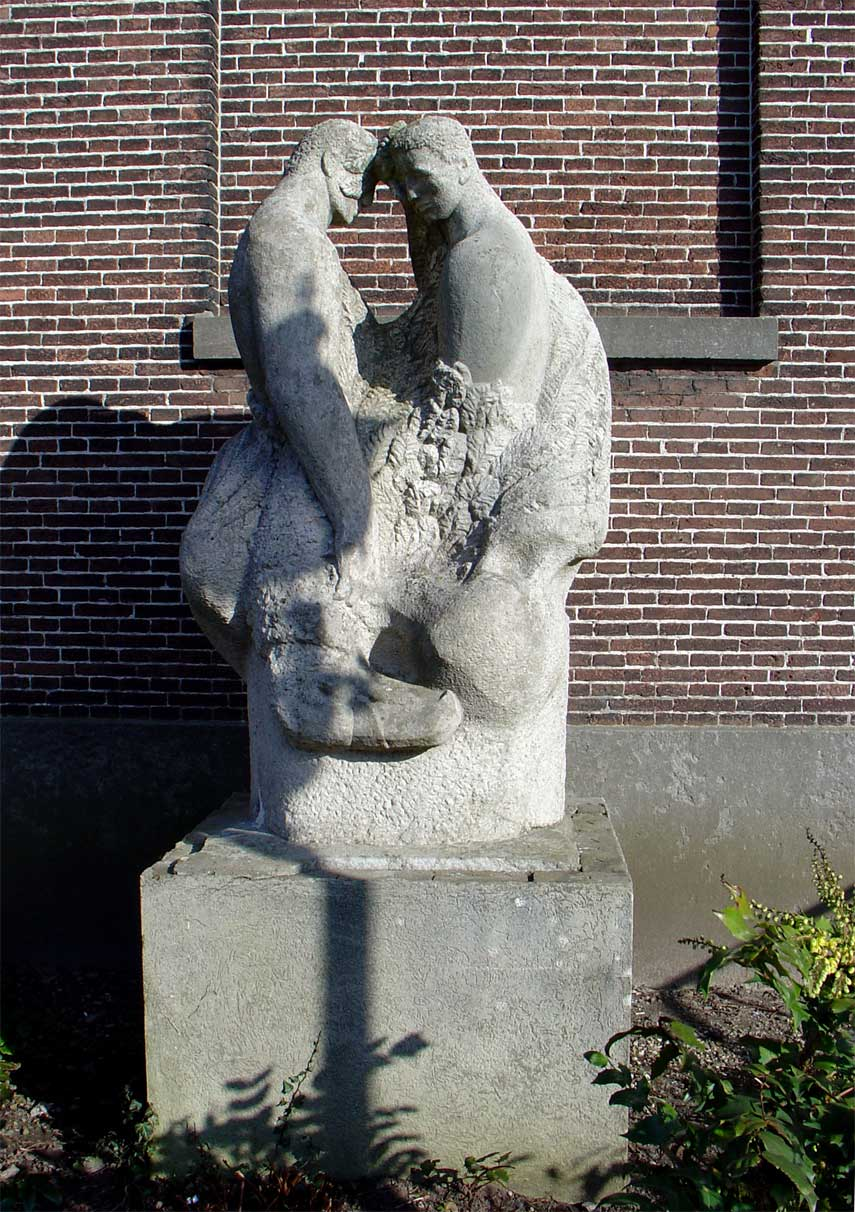
Bevrijdingsmonument Lekkerkerk
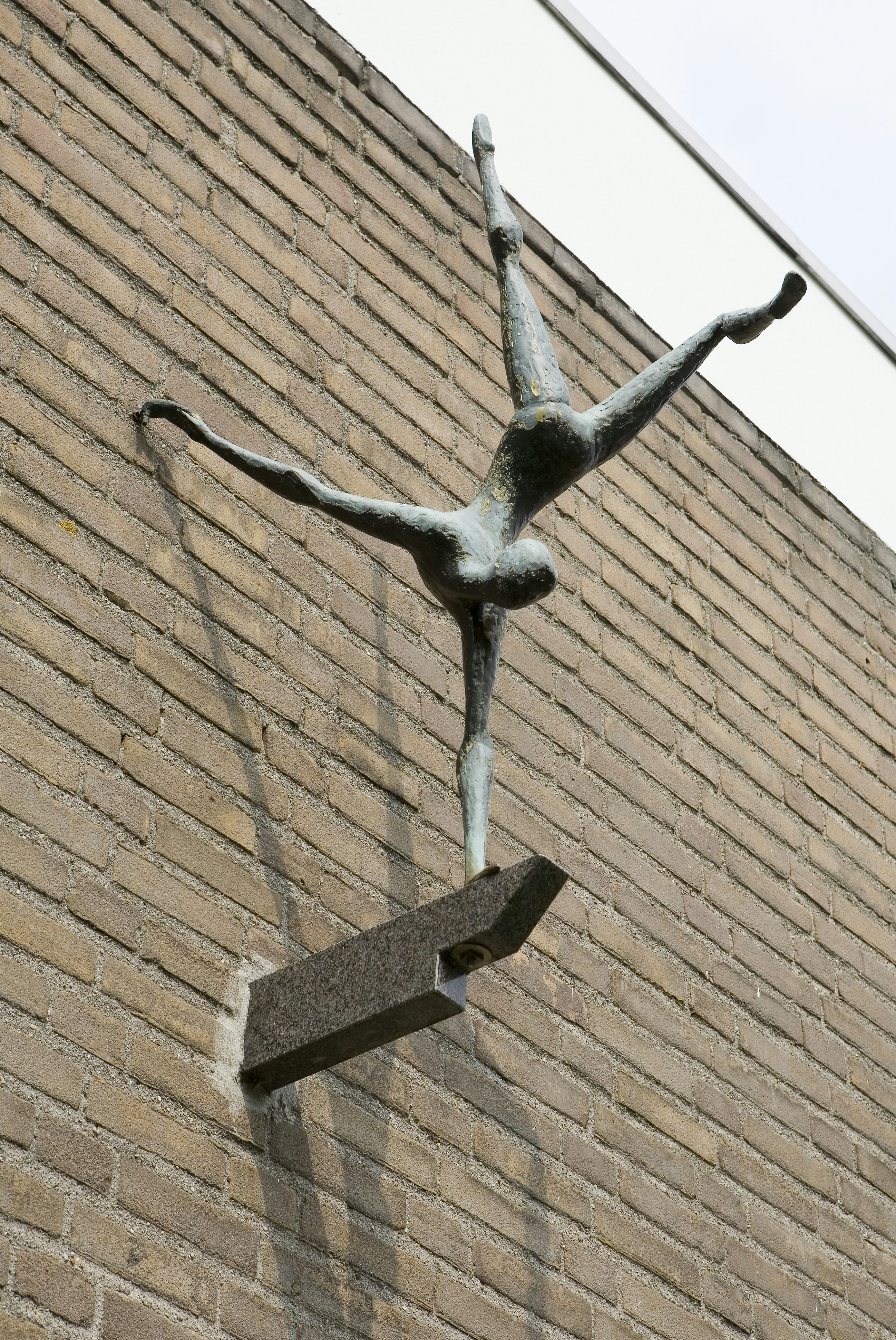
Beeld in Vlaardingen
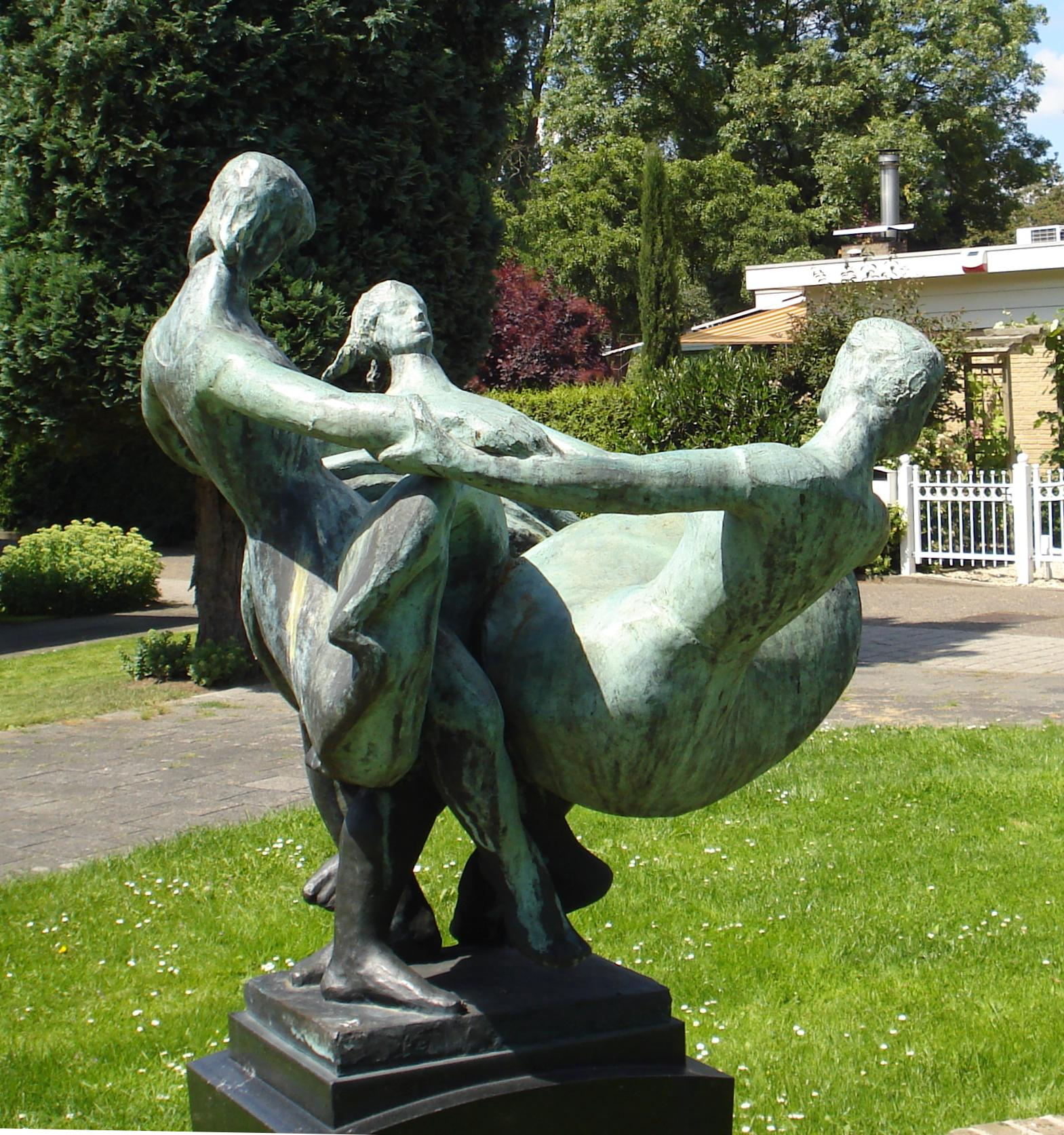
Beeld in Ridderkerk

- RKD-Nederlands Instituut voor Kunstgeschiedenis: 35847